# Орбах, Ури
Ури Орбах (ивр. אורי אורבך‎; род. 28 марта 1960 года, Петах-Тиква, Израиль — 16 февраля 2015 года, Иерусалим, Израиль) — израильский писатель, радиожурналист, публицист, депутат кнессета (18, 19) от фракции «Еврейский дом», министр по делам пенсионеров.

## Биография
Ури Орбах родился 28 марта 1960 года в городе Петах-Тиква, Израиль. Изучал Тору в иешиве типа «Хесдер», одновременно прошёл службу в бронетанковых войсках Армии обороны Израиля, был участником боёв Первой ливанской войны (1982). Был ведущим и участником радиопрограмм. Приобрёл широкую известность как публицист и сатирик. Написал ряд книг, как для взрослых, так и для детей.
Перед выборами в кнессет 18-го созыва (2009) занял третье место в списке партии «Еврейский дом», и был избран депутатом кнессета (партия получила три мандата). Вошёл в состав комиссии по делам кнессета, законодательной комиссии и комиссии по вопросам государственного контроля. Был избран председателем фракции «Еврейский дом» в парламенте.
В 2013 был переизбран в кнессет 19-го созыва («Еврейский дом» получил 12 мандатов), и стал министром по делам пенсионеров в третьем правительстве Нетаньяху.
До своей безвременной кончины был кандидатом от своей партии на парламентских выборах (2015) в кнессет 20-го созыва.
Был женат, у него четверо детей, проживал в городе Модиин.
16 февраля 2015 года Ури Орбах скончался в Иерусалиме от тяжёлой болезни.

## Из книг Ури Орбаха
Для детей
- «Что случилось (или нет) с Моисеем, -сеем, сеем» — ивр. מה שקרה או-שלא למשה-או-ש‎
- «Ремонтник снов» — ивр. מתקן החלומות‎
- «Запрещается переворачивать крокодила в субботу» — ивр.  אסור להפוך תנין בשבת‎
- Из серии «религиозные дети»
  - "Может быть, в субботу будут кидать конфеты" - ивр. אולי בשבת יזקרו סוכריות
  - «Из-за одного мальчика» — ивр. בגלל ילד אחד‎
  - «Девочка вроде меня» — ивр. ילדה כמוני‎
  - "В каком ты был отряде?" - ивр. באיזה שבט אתה
  - "Обещаю, не беря на себя обета..." - ивр. מבטיח בלי נדר
- «Звонок предназначен для учителей» — ивр. הצילצול נועד למורים‎
- «Какое благословение произносят на мороженое?» — ивр. מה מברכים על גלידה?‎ —  2010 год[3]
- «Наши мудрецы для нашего времени, предания еврейских мудрецов в лёгком одеянии» — ивр. חכמינו לימינו, אגדות חז"ל בלבוש קל‎. Книга переведена на английский и русский:
  - Часть первая: «Ничто не сравнится с отчим домом — семейные рассказы» — ивр. אין כמו בבית - סיפורי משפחה‎
  - Часть вторая: «Ослик и рожковое дерево — рассказы о природе» — ивр. חמורים וחרובים - סיפורי טבע‎

Для взрослых
- «Сегодня в них заворачивают селёдку — собрание мрачных пророчеств и других басен 1967—1992», совместно с Хаггаем Сегалем — ивр. והיום עוטפים בזה דגים - נבואות חורבן ומעשיות 1967—1992 ,יחד עם חגי סגל‎
- «Наш телёнок, — да волка съел ! — история из жизни джунглей», совместно с Хаггаем Сегалем — ивр. כבשה טרפה זאב - סיפור מהג'ונגל‎
- «Мой дед был раввином — религиозно светский лексикон» — ивр. סבא שלי היה רב - לקסיקון דתי-חילוני‎ —  — 2002 год
- «Обещали голубей— сборник неоправдавшихся газетных пророчеств за последние годы», совместно с Хаггаем Сегалем — ивр. הבטיחו יונה – לקט נבואות שווא של עיתונאים בשנים האחרונות‎
- «Израильтяне шутили о Рабине — сборник современной политической шутки» — ивр. ישראל צחקה מרבין - בדיחות פוליטיות אקטואליות‎